# Shibasaburo Kitasato

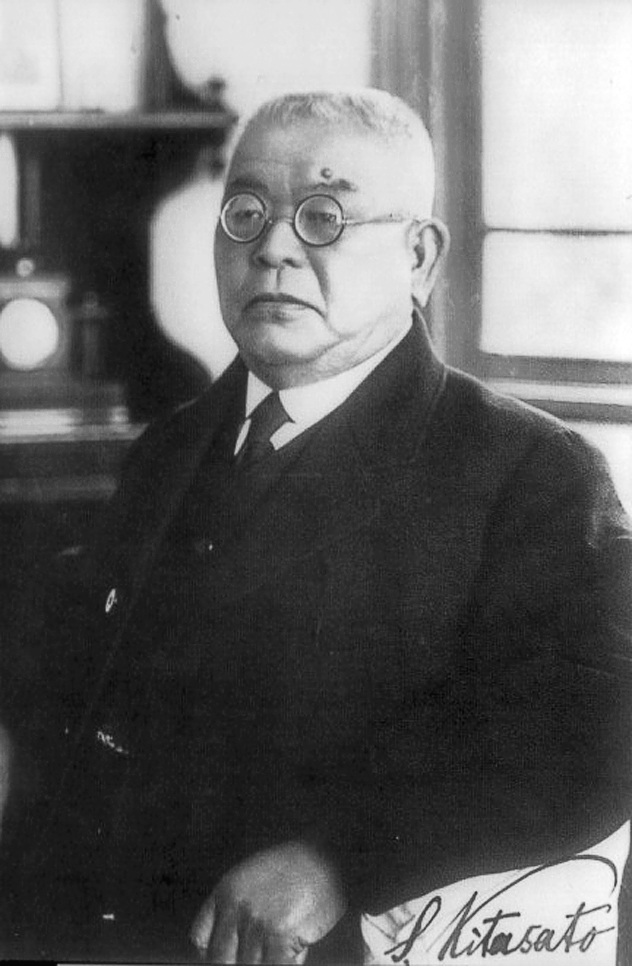
Shibasaburo Kitasato

Shibasaburo Kitasato (Japans: 北里 柴三郎) (Oguni (prefectuur Kumamoto), 29 januari 1853 – Tokio, 13 juni 1931) was een Japanse medicus en microbioloog.
Kitasato werd geboren in Oguni, als oudste zoon van het dorpshoofd Korenobu Kitasato. Hij werd opgeleid bij Kumamoto Medical School en aan de Universiteit van Tokio. Hij promoveerde in 1883. Als ambtenaar bij de Centrale Gezondheidsdienst werd hij door de regering in 1885 naar Berlijn gestuurd om zich bij Robert Koch (1843-1910) in de bacteriologie te bekwamen. Hij werkte samen met Emil von Behring met wie hij een behandeling van tetanus ontwikkelde. Hij werd in Duitsland benoemd tot professor in de bacteriologie, maar heimwee zorgde ervoor dat hij in 1892 naar Japan terugkeerde. In 1894 werd hij naar Hongkong gestuurd om er de pest te bestuderen. Kitasato meende de bacil verantwoordelijk voor de pest te hebben ontdekt, maar hij nam waarschijnlijk slechts een verontreiniging waar. In 1924 werd hij door de Japanse keizer in de adelstand verheven. 